# Soyedina alexandria
Soyedina alexandria är en bäcksländeart som beskrevs av Scott A.Grubbs 2006. Soyedina alexandria ingår i släktet Soyedina och familjen kryssbäcksländor. Inga underarter finns listade i Catalogue of Life.